# Шоханов, Андрей Георгиевич
Андрей Георгиевич Шоханов (25 июня 1914, Нижнеднепровск, Екатеринославская губерния, Российская империя — 27 февраля 2016, Хмельницкий, Украина) — советский партийный и государственный деятель, председатель Хмельницкого промышленного облисполкома (1963—1964); первый секретарь Хмельницкого городского комитета Коммунистической партии Украины (1965—1974).

## Биография
Родился в городе Нижнеднепровске Новомосковского уезда Екатеринославской губернии, (ныне Нижнеднепровск включен в город Днепропетровск) .

### Образование
С 1930 года по 1933 год — ученик школы фабрично заводского обучения, электрослесарь вагоноремонтного завода. С 1933 года по 1939 год учился в Днепропетровском металлургическом институте. После окончания института работал плавильным мастером завода «Днепроспецсталь» в Запорожье.

### Период Великой Отечественной войны
В годы Великой Отечественной войны был пропагандистом госпиталя Южного фронта, находился на должности секретаря политотдела Южного, Закавказского, Северо-Кавказского фронтов.
Старший лейтенант.

### Послевоенное время
В 1946 году работал старшим инженером Министерства местной промышленности в городе Кишиневе. С 1946 года по 1951 год назначался на должности инструктора, заместителя секретаря, третьего секретаря Каменец-Подольского городского комитета Коммунистической партии Украины.
- 1951—1953 гг. — второй секретарь Хмельницкого городского комитета Коммунистической партии Украины,
- 1953—1956 гг. — председатель исполнительного комитета Хмельницкой городского совета народных депутатов,
- 1956—1962 гг. — второй, первый секретарь Хмельницкого городского комитета Коммунистической партии Украины,
- 1962—1963 гг. — секретарь Хмельницкого областного комитета Коммунистической партии Украины,
- 1963—1964 гг. — председатель исполнительного комитета Хмельницкого промышленного областного Совета,
- 1965—1974 гг. — первый секретарь Хмельницкого городского комитета Коммунистической партии Украины.

Его деятельность по развитию социально-экономической инфраструктуры, строительства и жилищно-коммунального хозяйства позволила городу Хмельницкому в короткий срок превратиться в развитый в экономическом и социальном отношении областной центр. При активном участии Шоханова было осуществлено строительство обувной и швейной фабрик, аэропорта, молокозавода, маслосырбазы, автобусного депо. Он был инициатором, куратором газификации и дальнейшей телефонизации города Хмельницкого. Также осуществлялось строительство заводов, которые имели оборонное значение, что способствовало возведению вокруг них жилищно-коммунальных массивов, объектов инфраструктуры, что определило нынешнее лицо города Хмельницкого. В период его нахождения в руководстве области (1953—1956 гг.) город Проскуров был переименован в Хмельницкий, были открыты городская больница и городская стоматологическая поликлиника, завершено сооружение Дома Советов и благоустройство прилегающей площади (ныне — площадь Независимости), а на привокзальной площади установлен памятник Хмельницкому. Его личной заслугой является открытие общетехнического факультета Львовского полиграфического института, который впоследствии стал первым в городе высшим учебным заведением (ныне Хмельницкий национальный университет).
Избирался депутатом Верховного Совета Украинской ССР 6-го созыва (1963—1967).

## Награды и звания
Был награжден орденами:
- Трудового Красного Знамени,
- Отечественной войны 2-й степени,
- Знак Почёта
  - и медалями.

За личный вклад в развитие местного самоуправления в городе Хмельницком награжден Почетным знаком отличия Хмельницкого городского головы.
Звание Почетного гражданина города Хмельницкого присвоено
как ветерану службы в органах местного самоуправления.